# Battaglia di Tashihchiao
La battaglia di Tashihchiao fu uno scontro militare terrestre di minore importanza nell'ambito della guerra russo-giapponese (1904-1905) avvenuto il 24-25 luglio 1904, che vide la vittoria dei giapponesi.

## Antefatti
Dall'inizio della guerra l'avanzata dei giapponesi verso Liaoyang era stata praticamente ininterrotta, i giapponesi ora miravano a prendere il controllo della città di Tashihchiao (attuale Dashiqiao) e soprattutto della sua importante giunzione ferroviaria che conduceva agli obiettivi Liaoyang e Mukden. Dall'altra parte l'obbiettivo dei russi era proprio quello di fermare l'avanzata dei giapponesi prima che questi riuscissero ad entrare in possesso dell'importantissima ferrovia, pertanto fu allestita una difesa proprio a Tashihchiao e affidata ai superstiti della battaglia di Te-li-Ssu comandati da Georgij Štakel'berg e Nikolaj Zarubaev.
Dopo la vittoria di Te-li-Ssu il generale Yasukata Oku aveva scelto di attendere alcuni giorni prima di avanzare per permettere alle truppe di riposare e attendere rinforzi e vettovagliamenti. Il 6 luglio 1904 Oku si mise in marcia e arrivò molto vicino alle postazioni russe il 9 luglio, a questo punto Oku scelse di attendere ancora ulteriori approvvigionamenti preparando i suoi soldati al combattimento; infine il 23 luglio iniziò a marciare sulla città per attaccare.

## La battaglia

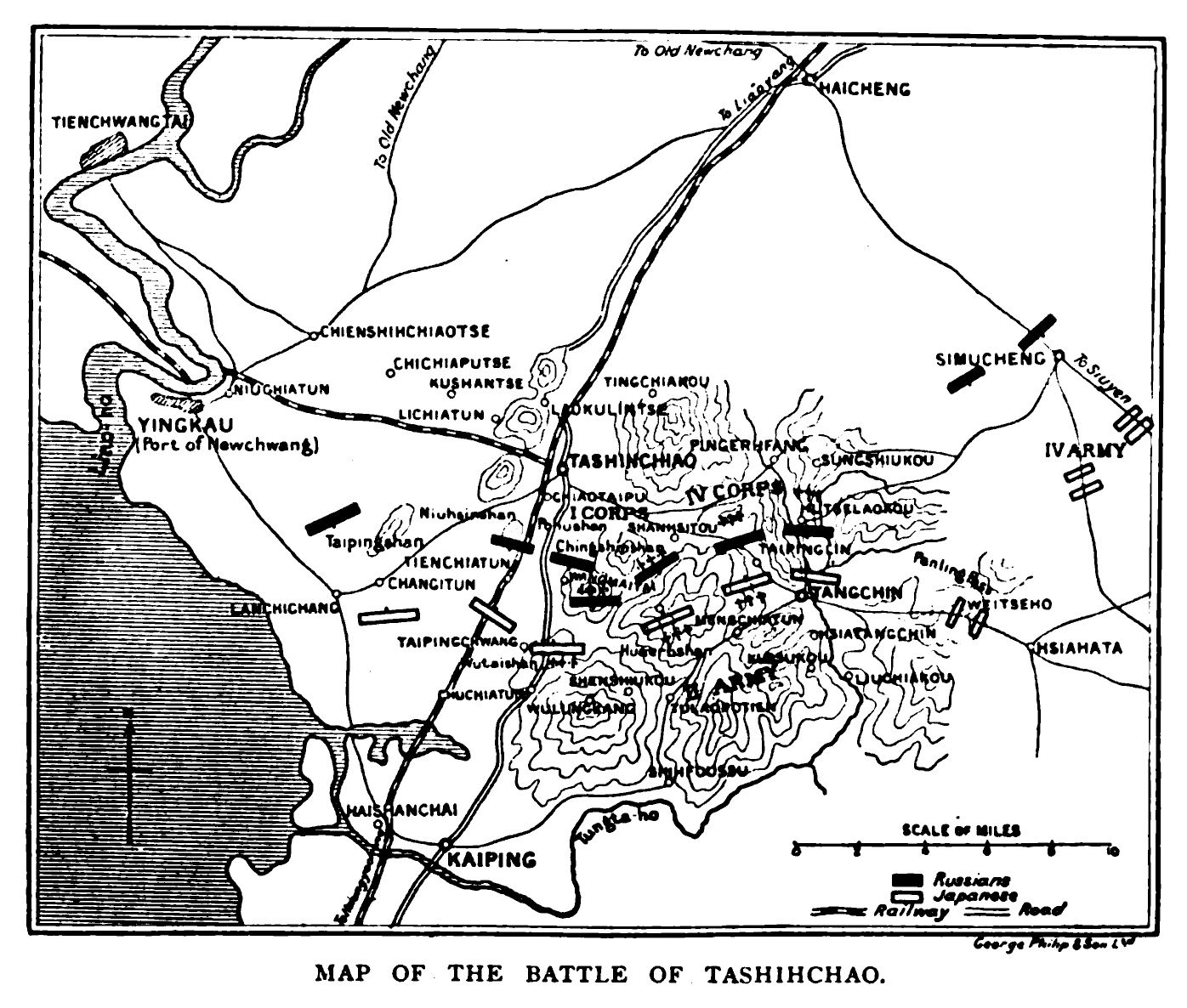
Mappa storica della battaglia di Tashihchao.

Il generale Oku abbandonò la prudenza ordinando un attacco frontale alla III, V e VI divisione, lasciando la IV divisione come riserva. La battaglia iniziò alle ore 05:30 del 24 giugno 1904 con una serie di colpi di artiglieria, con il passare del tempo la temperatura del campo di battaglia salì fino a 34 °C rendendo arduo il lavoro dei soldati russi, più sofferenti al calore perché non abituati al caldo. Štakel'berg chiese ripetutamente il permesso di ritirarsi prevedendo una disfatta e infatti i giapponesi iniziarono ad attaccare in massa circa a mezzogiorno cioè nel periodo di maggior calore della giornata. Alle 17:30 i giapponesi avevano perso numerosi soldati e non erano riusciti a conquistare nessuna posizione duratura
Alle 22:00 circa la V divisione giapponese lanciò l'attacco determinante che invertì le sorti della battaglia riuscendo a sfondare le stanche e spossate linee nemiche, a quel punto Stakelberg riuscì a far ritirare il suo esercito senza gravi danni nonostante il fuoco aperto dai giapponesi sui russi in ritirata. Nel pomeriggio del giorno successivo la città era completamente in mano ai giapponesi e tutti i russi l'avevano evacuata.

## Epilogo
Il viceré Evgenij Alekseev si infuriò con Štakel'berg accusandolo di vigliaccheria e rimproverandolo di non aver difeso ad oltranza la città anche dopo lo sfondamento delle trincee, in favore di Štakel'berg intervenne il generale Aleksej Kuropatkin (noto per la sua prudenza).
Il generale Oku rimase a Tashihchaio fino al 1º agosto 1904, quando ripartì alla testa di tre divisioni (la V divisione era stata nel frattempo trasferita alla quarta armata, sotto il comando di Nozu Michitsura).